# Ion Geolgău
Ion Geolgău (n. 19 februarie 1961) este un fost fotbalist și antrenor român.
În martie 2008 a fost decorat cu Ordinul „Meritul Sportiv” clasa a III-a, pentru participarea la Campionatul European din 1984 și pentru întreaga activitate.

## Titluri

### Club
Ca jucător
- Universitatea Craiova
  - Divizia A:  1979–80, 1980–81
  - Cupa României: 1982-83

Ca antrenor
- HB Tórshavn
  - Prima Ligă Feroeză: 1998
  - Cupa Insulelor Feroe: 1998
- B36 Tórshavn
  - Cupa Insulelor Feroe: 2003